# Lapplands kommunalförbund

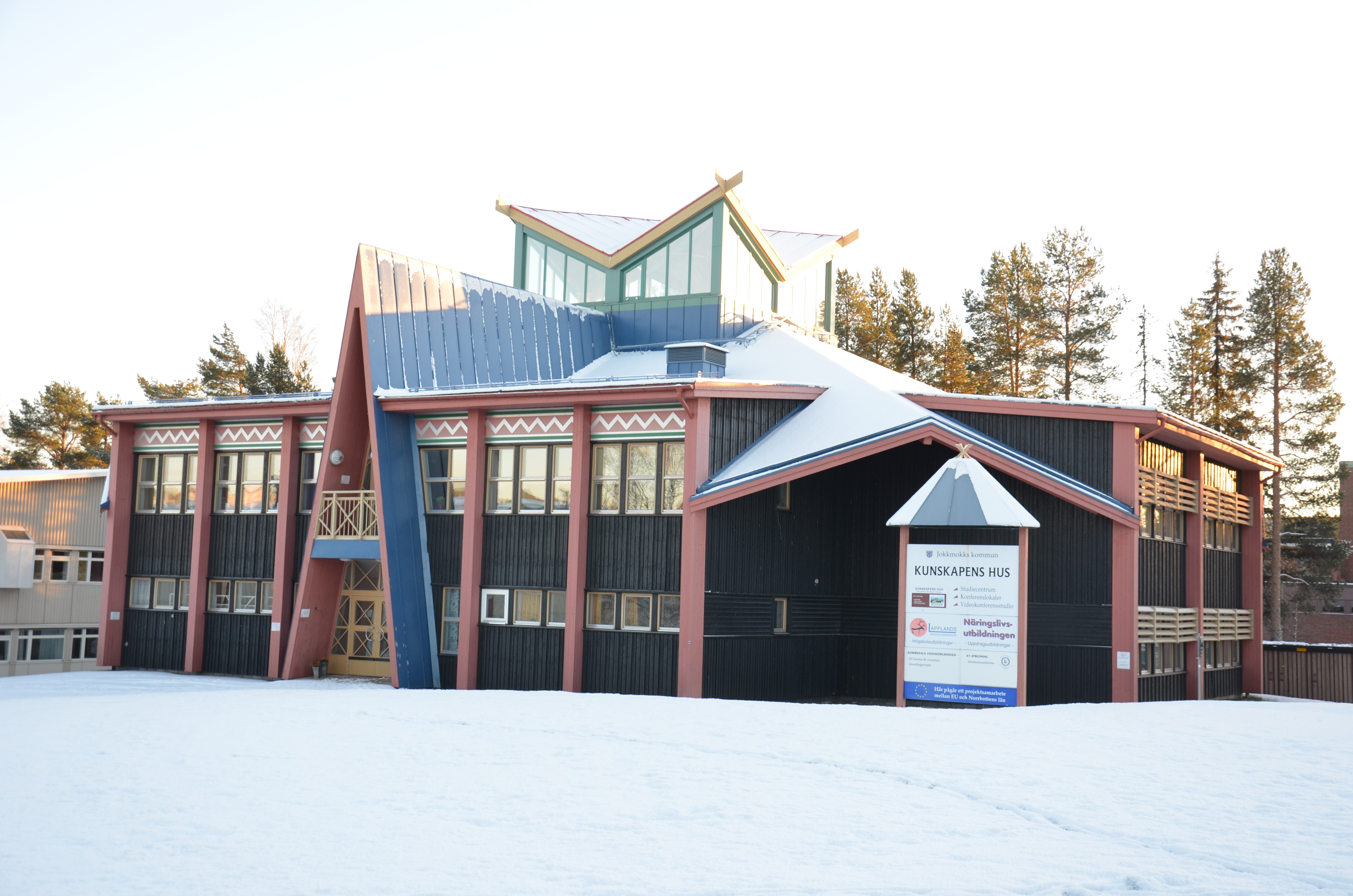
Kunskapens hus i Jokkmokk, platsen för ett av Lapplands kommunalförbunds lärcentra

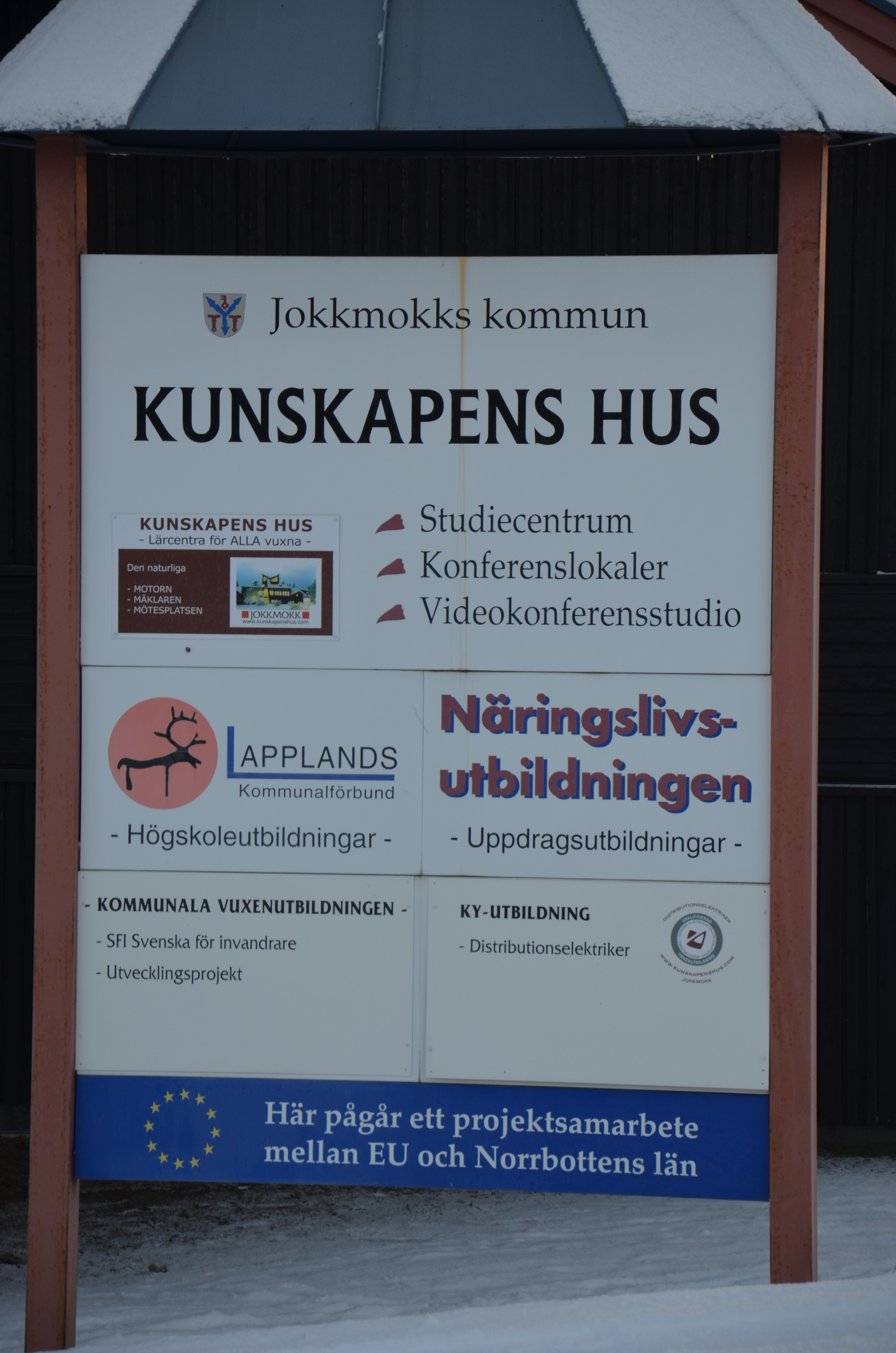
IInformationsskylt om utbildningar, Kunskapens hus i Jokkmokk

Lapplands kommunalförbund är ett kommunalförbund som omfattar de fyra kommunerna Gällivare, Jokkmokk, Kiruna och Pajala i Norrbottens län. Förbundet har cirka 350 anställda och kansliet är placerat i Kiruna.

### Historia
Kommunalförbundet bildades 1990 för att organisera lokal högskoleutbildning, främst lärarutbildning. År 2010 utvidgades samarbetet genom två nya gemensamma verksamheter: 
- Lapplands gymnasium, en sammanslagning av de fyra kommunernas gymnasieskolor.
- Lapplands lärcentra, för samordning av vuxenutbildning och yrkeshögskoleutbildning.

### Verksamhet
Lapplands kommunalförbund ansvarar bland annat för:
- Gymnasieutbildning (Lapplands Gymnasium)
- Vuxenutbildning och yrkeshögskoleutbildning (Lapplands Lärcentra)
- Energi- och klimatrådgivning
- Samordnade kommunala upphandlingar
- Personliga ombud

### Geografi och befolkning
De fyra medlemskommunerna omfattar tillsammans en yta på drygt 60 000 km² med cirka 55 000 invånare.

### Organisation
Förbundet är en sammanslutning mellan medlemskommunerna och styrs genom en gemensam förbundsdirektion. Förbundets kansli är beläget i Kiruna.